# Ennery (kommun)
Ennery är en kommun i Haiti.   Den ligger i departementet Artibonite, i den centrala delen av landet, 110 km norr om huvudstaden Port-au-Prince.